# (75058) Hanau
(75058) Hanau ist ein Asteroid des mittleren Hauptgürtels, der am 6. November 1999 am japanischen Saji Observatory (IAU-Code 867) in Tottori entdeckt wurde. Sichtungen des Asteroiden hatte es vorher schon am 21. und 22. März 1993 unter der vorläufigen Bezeichnung 1993 FT79 am La-Silla-Observatorium der Europäischen Südsternwarte in Chile gegeben.
Nach der SMASS-Klassifikation (Small Main-Belt Asteroid Spectroscopic Survey) wurde bei einer spektroskopischen Untersuchung von Gianluca Masi, Sergio Foglia und Richard P. Binzel bei (75058) Hanau von einer dunklen Oberfläche ausgegangen, es könnte sich also, grob gesehen, um einen C-Asteroiden handeln.
(75058) Hanau wurde am 10. Dezember 2011 nach der hessischen Stadt Hanau benannt. Hanau hat seit 2001 eine Städtepartnerschaft mit der japanischen Großstadt Tottori. Die Benennung erfolgte zum zehnjährigen Jubiläum der Städtepartnerschaft.
Ein Stück des Londoner DJ-Projekts Vis-à-Vis wurde nach dem Asteroiden benannt: (75058) Hanau.